# Jack O'Connell
Jack O'Connell, född 1 augusti 1990 i Alvaston, Derby, England, är en brittisk skådespelare.
Han är son till Alison J och John Patrick O'Connell. Hans far var irländare och hans mor är engelsk. 
Han är bland annat känd för sin roll som Pukey Nicholls i This Is England 2006 och för att ha spelat Cook i TV-serien Skins, samt Eric i Blodsband (2014), och för huvudrollen som Louis Zamperini i Angelina Jolies krigsdrama Unbroken (2014).

## Karriär

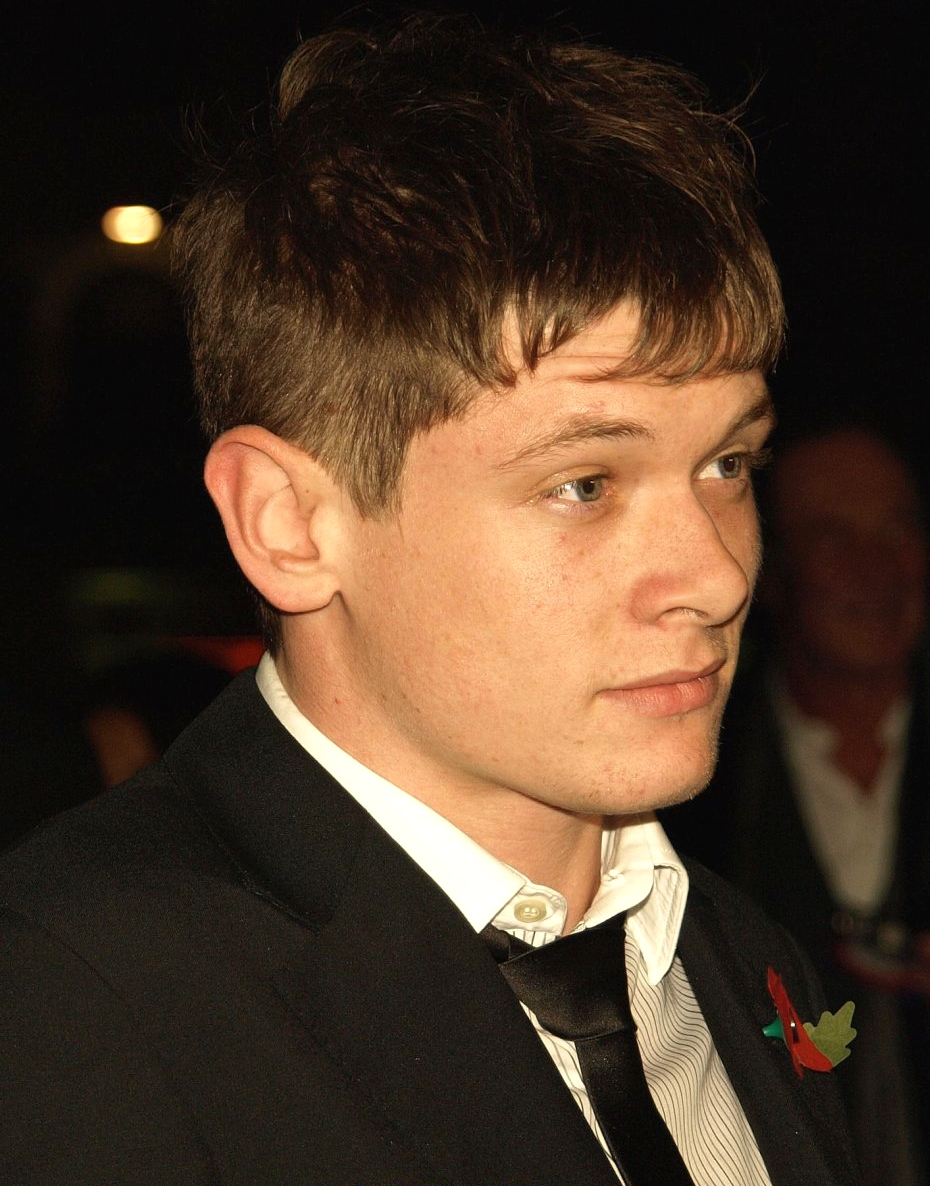
Jack O'Connell på premiären för Harry Brown november 2009

O'Connell gjorde sin professionella skådespelardebut 2005 i ett avsnitt av den brittiska såpopera Doctors, där han spelade Ross Trecot i The Bill. 2006 gjorde Jack O'Connell sin filmdebut med en biroll i This Is England, en berättesle om en pojke som växer upp under 1980-talet i England. Under 2007 gjorde han flera mindre TV-framträdanden i Waterloo Road, Holby City och Mord i sinnet. I oktober 2008 medverkade O'Connell i en pedagogisk DVD "Between You and Me", producerad av Derbyshire Constabulary, där hans karaktär Alfie Gilchrist möter en rad frågor, bland annat om minderårigas alkoholbruk, falska ID, grupptryck, och bilstölder. Tidningen Youth Work Nu beskrev hans prestation som "outstanding".
O'Connell har setts i skräck-thrillern Eden Lake (2008) som skurken Brett, i ITV TV-serien Wuthering Heights (2009), och som James Cook i serien Skins, som hade premiär i januari 2009. Han är med i den brittiska brottsthrillern Harry Brown (2009) med Michael Caine.  O'Connell är även med i musikvideon till "End Credits" av brittiska drum and bass-gruppen Chase & Status.
O'Connell vann priset bästa skådespelare 2010 på TV Choice Awards för sin roll som James Cook i Skins. Vid BAFTA-galan 2015 tilldelades han Rising Star Award.

## Filmografi i urval
- 2006 – This Is England
- 2008 – Eden Lake
- 2009 − Harry Brown
- 2009–2013 – Skins (TV-serie)
- 2010 – Knight and Day
- 2013 – Blodsband
- 2014 – '71
- 2014 – 300: Rise of an Empire
- 2014 − Unbroken
- 2017 – Tulpanfeber
- 2018 – Trial by Fire
- 2023 – Ferrari
- 2025 – 28 Years Later
- 2027 – Godzilla x Kong: Supernova